# Малоорлівка
Малоорлі́вка — село Хрестівської міської громади Горлівського району Донецької області, Україна. Населення становить 1227 осіб.

## Загальні відомості
Відстань до райцентру становить близько 22 км і проходить автошляхом Т 0517.
Землі села межують із територією с. Ольховатка Бахмутський район та м. Бунге, смт Дружне Єнакієвська міська рада Донецької області.
Неподалік від села розташований лісовий заказник місцевого значення Урочище Плоске.
Унаслідок російської військової агресії із серпня 2014 р. Малоорлівка перебуває на тимчасово окупованій території.

## Історія
Малоорлівка (Кляйн-Орлівка; також Орлівка, Бруннвальд/Brunnwald, Роза Люксембург/Rosa Luxemburg) до 1917 — євангелістсько-лютеранський хутір області Війська Донського, Таганрозький округ Олексієво-Орловської волості; у радянські часи — Сталінська область, Чистяківський (Олексієво-Орловський)/Єнакієвський (Орджонікідзевський/Риківський) район. Заснований у 1888 році. Названий за прізвищем колишнього землевласника Орлова. Засновники з колонії маріупольських колоній. Лютеранський прихід Таганрог-Єйськ та Людвіґсталь. Землі 2185 десятин (1915; 50 подвір'їв). Школа. Сільрада (1926). У вересні 1941 депортовані чоловіки від 16 до 30 років. Мешканців: 265 (1905), 312 (1910), 324 (1915), 295 (1918), 479/479 німців (1926).
7 (20) листопада 1917 року, відповідно до Третього Універсалу Української Центральної Ради, увійшло до складу Української Народної Республіки.

## Війна на сході України
У часі російсько-української війни 2014 року 26 вересня, незважаючи на «режим припинення вогню», обстріляне терористами з мінометів й гранатометів, після чого здійснено спробу штурму, відбита українськими силами із втратами серед нападаючих, загинули молодший сержант-танкіст Максим Озеров, солдати Денис Чередніченко й Олександр Приходько.
Станом на 17 жовтня 2014-го українські силовики відбили атаку бойовиків, котрі намагалися здійснити штурм і обстріляли блокпост поблизу Малоорлівки.
13 січня 2015 року терористи обстріляли Малоорлівку; 7 мін впали на житлові будинки, загинув місцевий житель.

## Населення

### Мова
Розподіл населення за рідною мовою за даними перепису 2001 року:
| Мова            | Кількість | Відсоток |
| --------------- | --------- | -------- |
| російська       | 1031      | 84.03%   |
| українська      | 195       | 15.89%   |
| інші/не вказали | 1         | 0.08%    |
| Усього          | 1227      | 100%     |